# Gustavo Zapoteco Sideño
Gustavo Zapoteco Sideño (n. 2 de agosto de 1969) es un poeta, escritor y traductor mexicano nacido en Topiltepec, estado de Guerrero, México. Escribe en lengua náhuatl y castellana; muy en especial de la variante del náhuatl guerrerense de la montaña baja en el municipio de Zitlala, su obra literaria es parte de la literatura del siglo XXI de México.

## Publicaciones
- Cuicatl in yolotl (2002, Ini, Morelos).
- cuicatl  pan  tlalliouatlmej, (2004),  Conaculta, Morelos.
- Xóchitl ihuan cuicatl in Morelos (2007, Conaculta, Morelos).
- Xochitecuan (2012, Conaculta, Morelos).
- Chalchihuicozcatl (2014, Artes Liberales, Universidad de Varsovia).